# The Citadel (pel·lícula de 1938)
The Citadel és una pel·lícula britànica dirigida per King Vidor i protagonitzada per Robert Donat i Rosalind Russell. Basada en la novel·la homònima d'A. J. Cronin del 1937, adaptada per Ian Dalrymple, Frank Wead i Elizabeth Hill, narra la vida del doctor Andrew Manson, des dels seus inicis entusiastes en un poble miner de Gal·les com a metge acabat de graduar, fins a la seva arribada a Londres on veu la seva missió de la medicina distorsionada quan entra a exercir per a l'elit de la ciutat. Al final, amb l'ajuda de la seva dona Christine, intentarà recuperar el sentit de la medicina. La pel·lícula va ser produïda per Victor Saville als estudis Denham i distribuïda perla Metro-Goldwyn-Mayer al Regne Unit i als Estats Units. Estrenada el 29 d’octubre de 1938, fou nominada en quatre categories en la gala dels Premis Oscar de 1938: a la millor pel·lícula, al millor actor, a la millor direcció i al millor guió adaptat. El febrer de 2020, la pel·lícula es va projectar al 70è Festival Internacional de Cinema de Berlín, com a part d'una retrospectiva dedicada a la carrera de King Vidor.

## Sinopsi
Andrew Mason s’acaba de llicenciar en medicina i troba feina com a ajudant del Dr. Page en el petit poble miner de Blaenely a Gal·les. La vida és dura al poble, i Andrew ha de suportar condicions adverses ja que la senyora Page l'obliga a treballar per una misèria i viure en una habitació petita. Andrew es fa popular al poble quan salba la vida d'un nadó aparentment mort. També coneix doctor Denny, un metge brillant però cínic que bevedor. Es produeix una epidèmia de tifus al poble. Denny assegura que la culpa és del sistema deficient de clavegueram i proposa de volar-lo per tal de forçar els propietaris de la mina a construir-ne un de nou. Andrew l'ajuda a fer-ho.
Denny se sent atret per Christine Barlow, la mestra de l'escola, i se sent atret per ella, però no se li declara. Mentrestant, Andrew s'assabenta que a Aberalaw, el poble veí, necessiten un nou metge, però només accepten homes casats. Decideix proposar matrimoni a Christine. Ella accepta i tots dos aviat s'adonen que estan enamorats. A la seva nova llar, Andrew comença investigar sobre la malaltia del pulmó negre, que afecta els miners. Andrew publica les seves troballes, que impressionen la comunitat mèdica, però molesten la gent d'Aberalaw que desconfia de la seva investigació i li destrueixen el laboratori. Desil·lusionat per aquesta reacció, Andrew decideix mudar-se a Londres per instal·lar una consulta en una zona pobre de Londres. Malgrat els ànims de Christine, Andrew aviat es desanima per la seva manca de pacients. Un dia, quan es troba sol a la seva consulta, una dona el reclama a una botiga de vestits de moda on sembla que una jove rica anomenada Toppy Leroy està patint una convulsió. Ell li dona una bufetada quan s'adona que està histèrica i la renya perquè l'han mimat massa. Toppy se sent atreta per Andrew i aviat el presenta als seus rics amics.
Andrew es troba amb el Dr. Lawford, un vell company d'escola, i aquest li suggereix que s’associï amb ell per exercir entre la gent rica. Andrew aviat fa fortuna tractant pacients rics que no necessiten res més que un tracte agradable. Comença a trobar-se amb Toppy, i Chris, que no vol tots els luxes que Andrew li proporciona, es distancia d'ell. Fins i tot Denny, que ve a demanar a Andrew que torni a treballar amb ell, es desencanta en veure’l tant canviat. Tot i que fa temps que està sobri, Denny s'emborratxa, li diu a l'Andrew què pensa d'ell i en sortir al carrer és atropellat. Andrew porta a Denny a l'hospital i demana a un dels cirurgians amb qui es relaciona, Charles Every, que l’operi per salvar-li la vida. Ell ajuda en l'operació i, tot i que el procediment hauria de ser relativament senzill, Every falla per lo que Denny mor.
Andrew s’adona que la seva manera exclusivista d’exercir la medicina és una farsa i que ell no és el mateix que abans. Poc temps després, s'assabenta que Anna Orlando, la filla petita d'una vella coneguda propietària d'una xarcuteria, està malalta de tuberculosi i no ha rebut el tractament adequat en un hospital de Londres. Per casualitat, ell s'ha familiaritzat recentment amb Richard Stillman, un nord-americà especialitzat en tuberculosi. Stillman s'ha guanyat el respecte dels seus pacients, però com que no té llicència també s’ha guanyat l’enemistat la ira de la comunitat mèdica. Andrew treu l'Anna de l'hospital i la trasllada a la clínica de Stillman, on es cura després de rebre tractament per col·lapsar un dels seus pulmons. A conseqüència, Andrew és amenaçat amb la revocació de la seva llicència per exercir la medicina. En un tribunal davant una junta de revisió mèdica, Andrew fa una súplica als seus companys metges perquè acceptin noves idees com les de Stillman, però els metges són reticents. Quan Andrew i Chris surten de l'audiència, ell retornarà a la seva postura idealista d’ajudar els més humils.

## Diferències d'altres versions
La pel·lícula es basa en la novel·la, però se n'allunya en certs aspectes vitals. Al text original, el personatge de Christine Manson mor en un accident de trànsit en el moment en què ella i el seu marit han començat a abordar problemes en la seva relació. A la novel·la també es produeix l'incident en què es troba un cirurgià incompetent, però mor un personatge menor. Denny sobreviu, i es sobreenten (no de manera explícita però) és que ell i Manson retornen junts a exercir de metges idealistes. El 1982 la BBC feu una'adaptació de la novel·la que es manté més a prop del text original.

## Repartiment
- Robert Donat - Dr. Andrew Manson
- Rosalind Russell - Christine Barlow
- Ralph Richardson - Dr. Philip Denny
- Rex Harrison - Dr. Frederick Lawford
- Emlyn Williams - Mr. Owen
- Penelope Dudley Ward - Toppy LeRoy
- Francis L. Sullivan - Ben Chenkin
- Mary Clare - Mrs. Orlando
- Cecil Parker - Charles Every
- Percy Parsons - Richard Stillman
- Basil Gill - Dr. Edward Page
- Dilys Davis - Blodwen Page
- Joss Ambler - Dr. Llewellyn
- Nora Swinburne - Mrs. Thornton
- Edward Chapman - Joe Morgan
- Athene Seyler - Lady Raebank
- Felix Aylmer - Mr. Boon
- Elliott Mason a- District Nurse
- Joyce Bland - Nurse Sharp
- Eliot Makeham - Dai Jenkins
- D.J. Williams - Old Thomas

## Premis
| Categoria           | Nominats                                   | Resultat |
| ------------------- | ------------------------------------------ | -------- |
| Millor pel·lícula   | Metro-Goldwyn-Mayer                        | Nominat  |
| Millor direcció     | King Vidor                                 | Nominat  |
| Millor actor        | Robert Donat                               | Nominat  |
| Millor guió adaptat | Ian Dalrymple, Frank Wead i Elizabeth Hill | Nominat  |

A més a més, la pel·lícula va guanyar el premi a la millor pel·lícula tant del Cercle de la crítica de cinema de Nova York com del National Board of Review of Motion Pictures. Es tracta d'una tria de crítics New York Times i també apareix a la guia The New York Times de les millors 1.000 pel·lícules que mai han estat realitzades.

## Influència
Una pel·lícula en hindi, Tere Mere Sapne, basada en la mateixa novel·la, es va estrenar el 1971.